# Assynt
Assynt (del gaélico escocés: Asaint) [ˈas̪ɪɲtʲə] o Asainn [ˈas̪ɪɲ]) es un pueblo localizado al occidente de Sutherland, Tierras Altas de Escocia, al norte de Ullapool.
Es famosa por su paisaje (Reserva Natural de Inverpolly) y sus notables montañas (Quinag, Canisp, Suilven, Cul Mòr, Stac Pollaidh, Ben More Assynt). La reserva natural nacional de Knockan Crag incluye un centro de interpretación de visitantes, respecto a los rasgos geológicos en Moine Thrust, es parte del geoparque de las Tierras Altas Noroccidentales. Assynt alberga la cueva más larga de Escocia, Uamh An Claonaite, que queda cinco millas al sur de Inchnadamph.
El nombre de Assynt puede derivar de una palabra en nórdico antiguo  'A-ssynt   que significa "visto desde lejos" o de Ass que en nórdico antiguo significa "rocoso". Hay una "vaga tradición" de que el nombre viene de una lucha entre dos hermanos, Unt y Ass-Unt, (que significa Hombre de paz y Hombre de discordia). El último ganó el enfrentamiento y le dio su nombre a la parroquia.
En junio de 2005 la finca Glencanisp, incluyendo las montañas Suilven y Canisp y la vecina finca de Drumrunie, con las montañas Cul Mòr y Cul Beag, fueron compradas por la comunidad local. La Fundación Assynt pretende crear empleo local y salvaguardar la herencia natural y cultural en beneficio de la comunidad y futuras generaciones, y para el disfrute de un público más amplio. Las fincas de Glencanisp y Drumrunie en total suman unas 180 km² y son administradas por la Fundación Assynt en nombre de la comunidad de Assynt.

## Galería

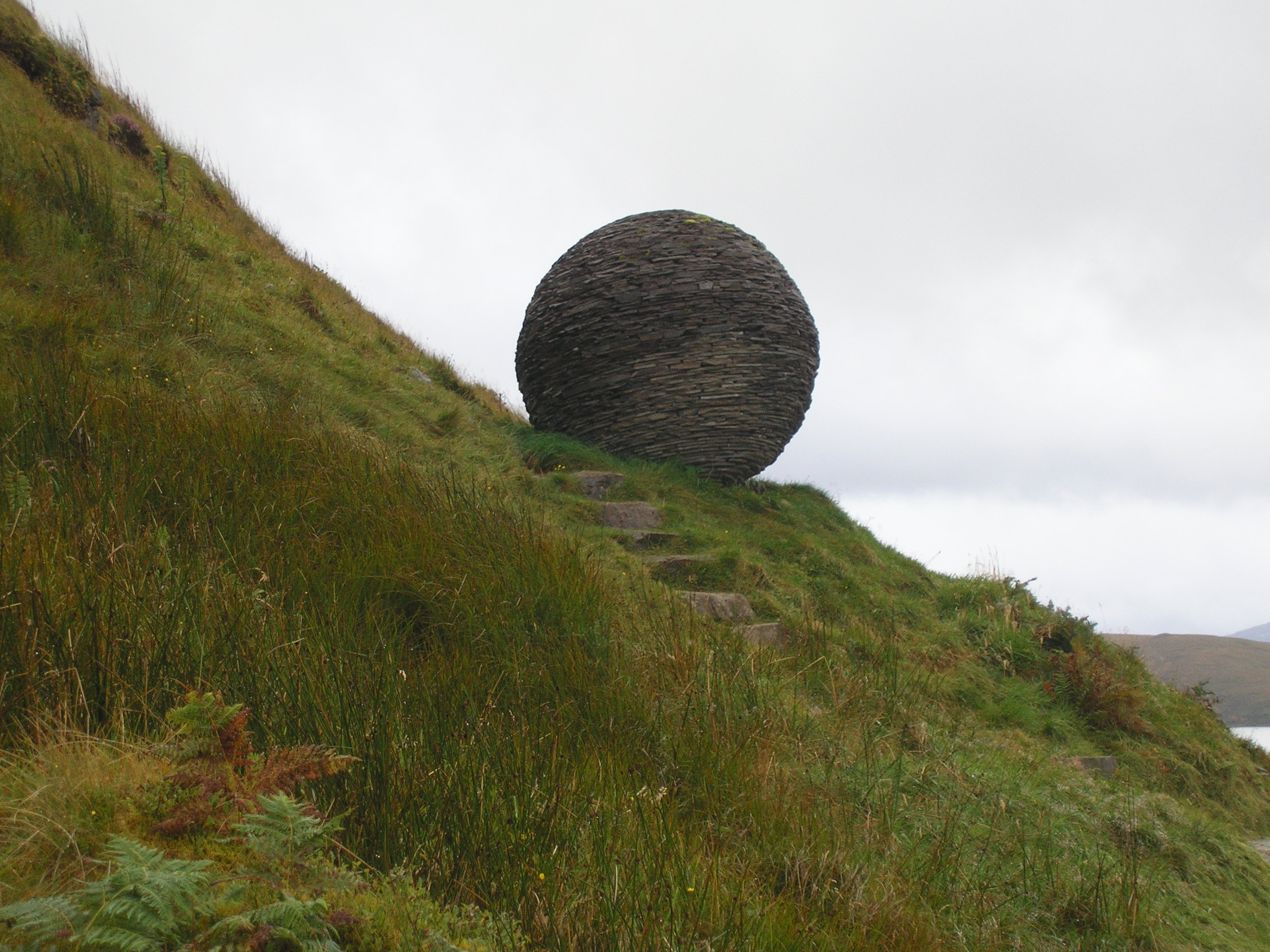
The Globe, Knockan Crag
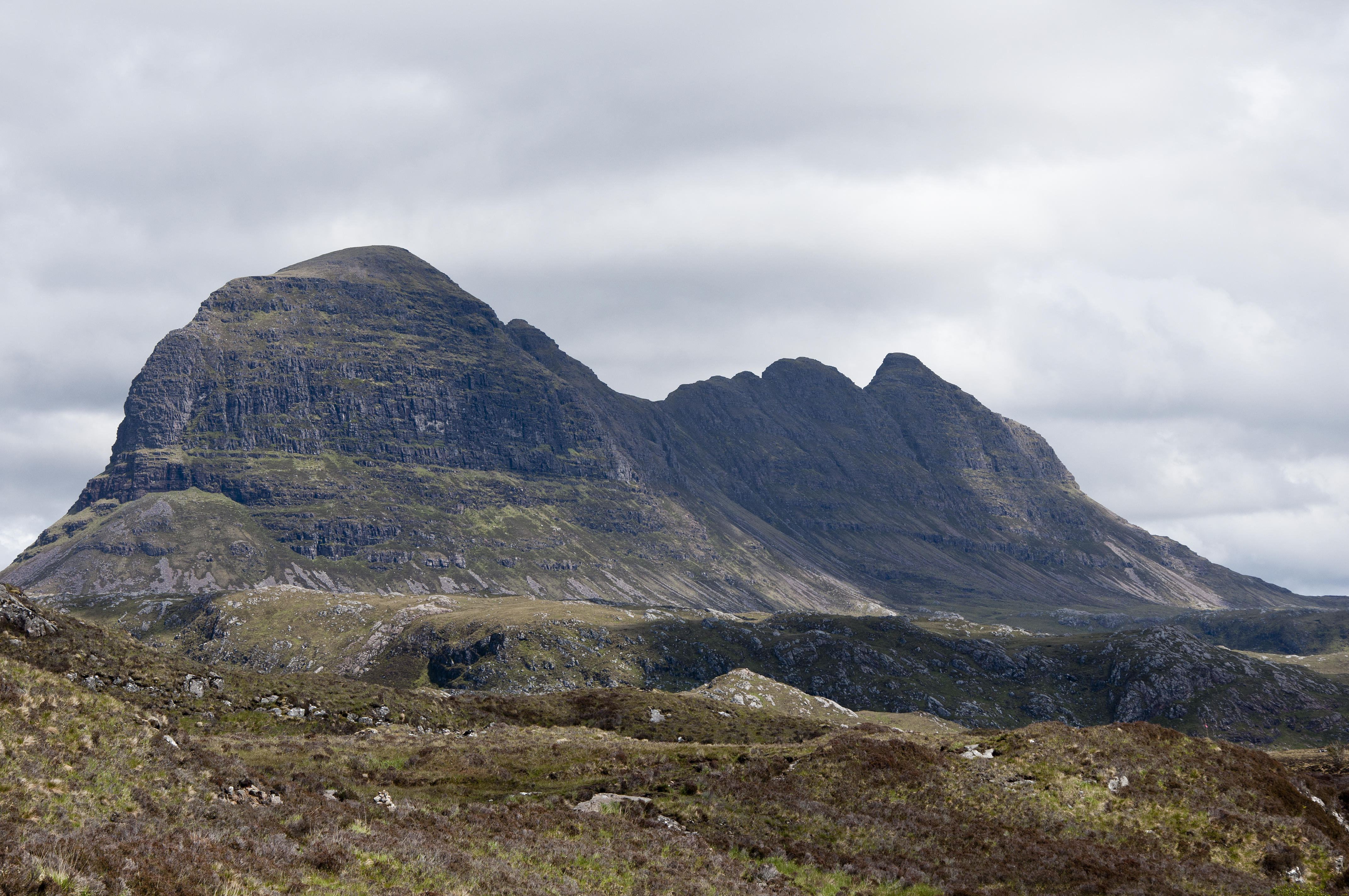
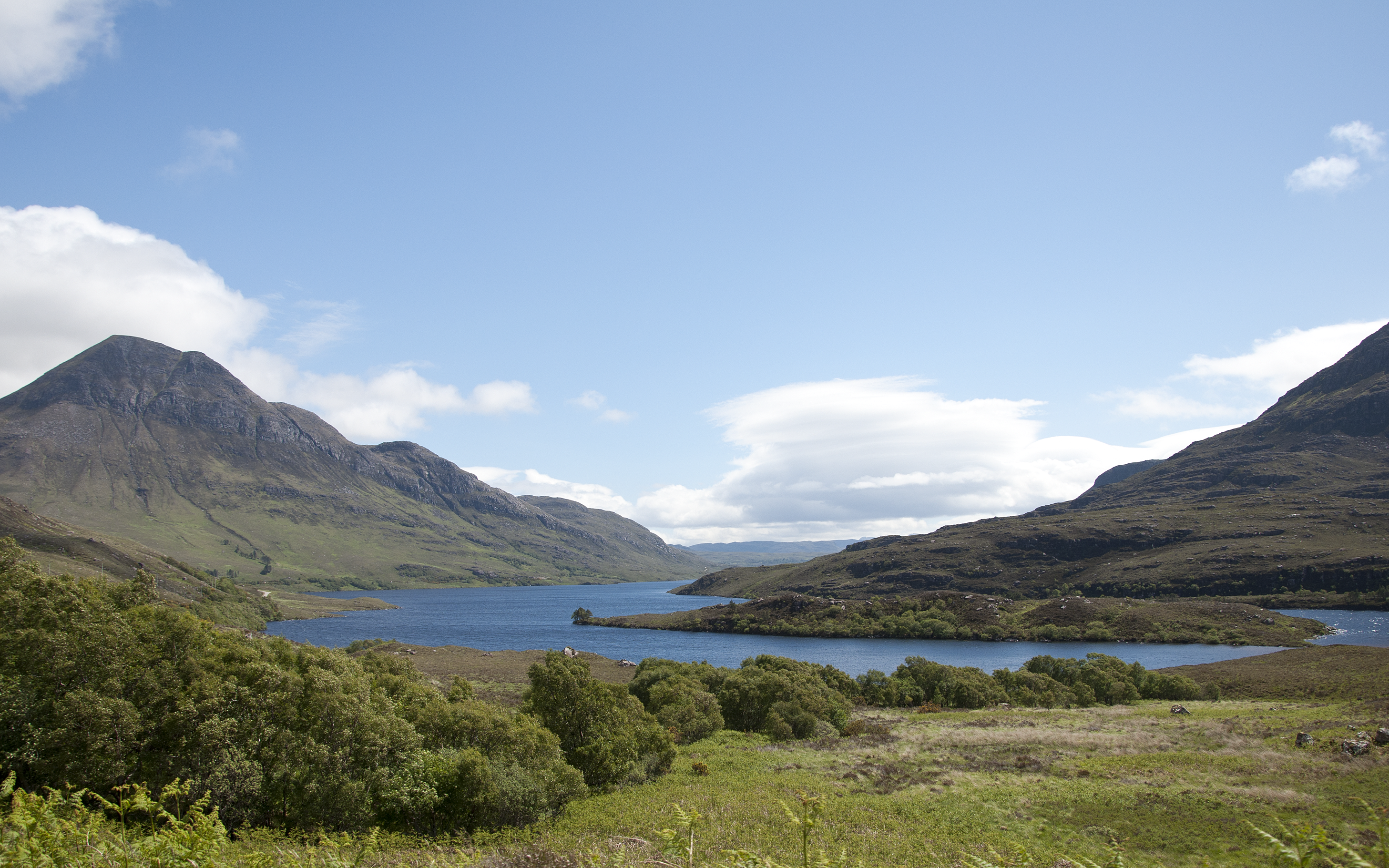
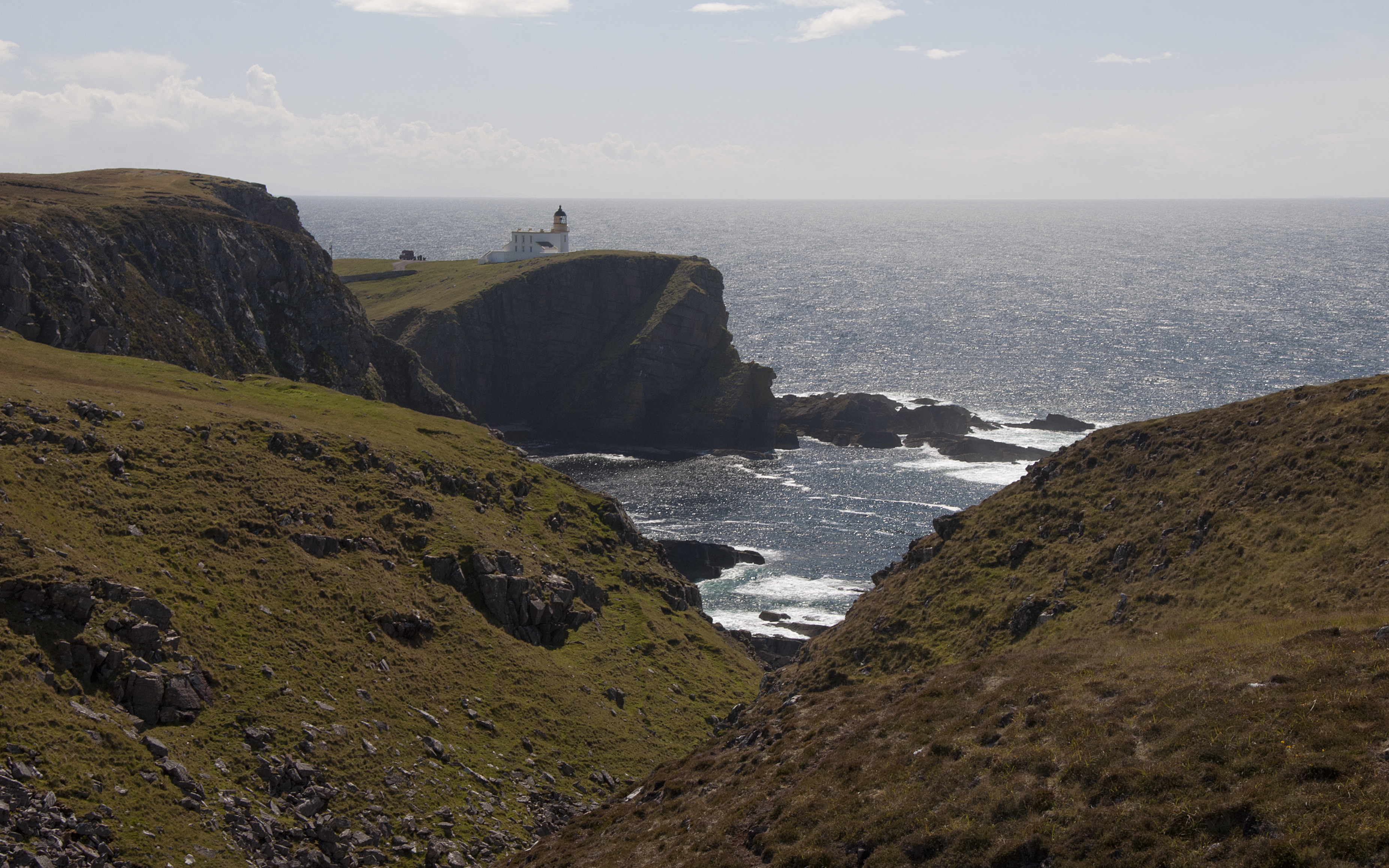